# Calamagrostis strigosa
Calamagrostis strigosa là một loài thực vật có hoa trong họ Hòa thảo. Loài này được (Wahlenb.) Hartm. mô tả khoa học đầu tiên năm 1820.